# Andrey Gustavo dos Santos
Andrey Gustavo dos Santos (23 de septiembre de 1974) es un exfutbolista brasileño que se desempeñaba como centrocampista.
Jugó para clubes como el Sanfrecce Hiroshima entre 1993 y 1995.

## Trayectoria

### Clubes
| Club                | País  | Año         |
| ------------------- | ----- | ----------- |
| Sanfrecce Hiroshima | Japón | 1993 - 1995 |

## Estadística de carrera

### J. League
| Club                | Año   | J. League | J. League | Copa J. League | Copa J. League | Total | Total |
| Club                | Año   | Part.     | Goles     | Part.          | Goles          | Part. | Goles |
| ------------------- | ----- | --------- | --------- | -------------- | -------------- | ----- | ----- |
| Sanfrecce Hiroshima | 1993  | 0         | 0         | 0              | 0              | 0     | 0     |
| Sanfrecce Hiroshima | 1994  | 2         | 0         | 0              | 0              | 2     | 0     |
| Sanfrecce Hiroshima | 1995  | 0         | 0         | -              | -              | 0     | 0     |
| Total               | Total | 2         | 0         | 0              | 0              | 2     | 0     |